# Hakka
Hakka este un gen de păianjeni din familia Salticidae.
Cladograma conform Catalogue of Life:
| Hakka | \| \| Hakka himeshimensis \| \| \| \| \| \| Hakka marshi \| \| \| \| \| \| Hakka yadongensis \| \| \| \| |
|       | \| \| Hakka himeshimensis \| \| \| \| \| \| Hakka marshi \| \| \| \| \| \| Hakka yadongensis \| \| \| \| |
|       | Hakka himeshimensis                                                                                      |
|       | |
|       | Hakka marshi                                                                                             |
|       | |
|       | Hakka yadongensis                                                                                        |
|       | |